# Бунна
Бунна или Бунва (яп. 文和 бунна, бунва) — девиз правления (нэнго) японского императора Го-Когон из северной династии, использовавшийся с 1352 по 1356 год.
В Южном Дворе в этот период правил император Го-Мураками с нэнго Сёхэй (1347—1370).

## Продолжительность
Начало и конец эры:
- 27-й день 9-й луны 3-го года Канъо (по юлианскому календарю — 4 ноября 1352);
- 28-й день 3-й луны 5-го года Бунна (по юлианскому календарю — 29 апреля 1356).

## Происхождение
Название нэнго было заимствовано:
- из 14-го цзюаня «Книги Тан»:「叡哲温文、寛和仁恵」[3];
- из Сань-го чжи:「文和於内、武信于外」[3].

## События
даты по юлианскому календарю
- 1352 год (11-я луна 1-го года Бунна) — дед императора был повышен с должности дайнагона до найдайдзина[6];
- 1353 год (2-й год Бунна) — Киото взяли войска Южного Двора под управлением Яманы Токиудзи, но Асикага отбил столицу[7];
- 1354 год (3-й год Бунна) — Асикага Такаудзи спасается бегством с императором Го-Когоном; скончался Китабатакэ Тикафуса[7];
- 1355 год (4-й год Бунна) — силы Южного Двора снова взяли Киото, но Асикага опять вернул город[7].

## Сравнительная таблица
Ниже представлена таблица соответствия японского традиционного и европейского летосчисления. В скобках к номеру года японской эры указано название соответствующего года из 60-летнего цикла китайской системы гань-чжи. Японские месяцы традиционно названы лунами.
| 1-й год Бунна (Водяной Дракон)    | 1-я луна*       | 2-я луна   | 2-я луна (високосная) * | 3-я луна* | 4-я луна  | 5-я луна* | 6-я луна  | 7-я луна*  | 8-я луна    | 9-я луна   | 10-я луна                | 11-я луна*    | 12-я луна      |
| 7-й год Сёхэй                     | 1-я луна*       | 2-я луна   | 2-я луна (високосная) * | 3-я луна* | 4-я луна  | 5-я луна* | 6-я луна  | 7-я луна*  | 8-я луна    | 9-я луна   | 10-я луна                | 11-я луна*    | 12-я луна      |
| --------------------------------- | --------------- | ---------- | ----------------------- | --------- | --------- | --------- | --------- | ---------- | ----------- | ---------- | ------------------------ | ------------- | -------------- |
| Юлианский календарь               | 18 января 1352  | 16 февраля | 17 марта                | 15 апреля | 14 мая    | 13 июня   | 12 июля   | 11 августа | 9 сентября  | 9 октября  | 8 ноября                 | 8 декабря     | 6 января 1353  |
| 2-й год Бунна (Водяная Змея)      | 1-я луна*       | 2-я луна   | 3-я луна*               | 4-я луна* | 5-я луна  | 6-я луна* | 7-я луна  | 8-я луна*  | 9-я луна    | 10-я луна  | 11-я луна                | 12-я луна*    |                |
| 8-й год Сёхэй                     | 1-я луна*       | 2-я луна   | 3-я луна*               | 4-я луна* | 5-я луна  | 6-я луна* | 7-я луна  | 8-я луна*  | 9-я луна    | 10-я луна  | 11-я луна                | 12-я луна*    |                |
| Юлианский календарь               | 5 февраля 1353  | 6 марта    | 5 апреля                | 4 мая     | 2 июня    | 2 июля    | 31 июля   | 30 августа | 28 сентября | 28 октября | 27 ноября                | 27 декабря    |                |
| 3-й год Бунна (Деревянная Лошадь) | 1-я луна        | 2-я луна*  | 3-я луна                | 4-я луна* | 5-я луна* | 6-я луна  | 7-я луна* | 8-я луна*  | 9-я луна    | 10-я луна  | 10-я луна (високосная) * | 11-я луна     | 12-я луна      |
| 9-й год Сёхэй                     | 1-я луна        | 2-я луна*  | 3-я луна                | 4-я луна* | 5-я луна* | 6-я луна  | 7-я луна* | 8-я луна*  | 9-я луна    | 10-я луна  | 10-я луна (високосная) * | 11-я луна     | 12-я луна      |
| Юлианский календарь               | 25 января 1354  | 24 февраля | 25 марта                | 24 апреля | 23 мая    | 21 июня   | 21 июля   | 19 августа | 17 сентября | 17 октября | 16 ноября                | 15 декабря    | 14 января 1355 |
| 4-й год Бунна (Деревянная Коза)   | 1-я луна        | 2-я луна*  | 3-я луна                | 4-я луна* | 5-я луна* | 6-я луна  | 7-я луна* | 8-я луна*  | 9-я луна    | 10-я луна  | 11-я луна*               | 12-я луна     |                |
| 10-й год Сёхэй                    | 1-я луна        | 2-я луна*  | 3-я луна                | 4-я луна* | 5-я луна* | 6-я луна  | 7-я луна* | 8-я луна*  | 9-я луна    | 10-я луна  | 11-я луна*               | 12-я луна     |                |
| Юлианский календарь               | 13 февраля 1355 | 15 марта   | 13 апреля               | 13 мая    | 11 июня   | 10 июля   | 9 августа | 7 сентября | 6 октября   | 5 ноября   | 5 декабря                | 3 января 1356 |                |
| 5-й год Бунна (Огненная Обезьяна) | 1-я луна        | 2-я луна   | 3-я луна*               | 4-я луна  | 5-я луна* | 6-я луна* | 7-я луна  | 8-я луна*  | 9-я луна*   | 10-я луна  | 11-я луна                | 12-я луна*    |                |
| 11-й год Сёхэй                    | 1-я луна        | 2-я луна   | 3-я луна*               | 4-я луна  | 5-я луна* | 6-я луна* | 7-я луна  | 8-я луна*  | 9-я луна*   | 10-я луна  | 11-я луна                | 12-я луна*    |                |
| Юлианский календарь               | 2 февраля 1356  | 3 марта    | 2 апреля                | 1 мая     | 31 мая    | 29 июня   | 28 июля   | 27 августа | 25 сентября | 24 октября | 23 ноября                | 23 декабря    |                |

* звёздочкой отмечены короткие месяцы (луны) продолжительностью 29 дней. Остальные месяцы длятся 30 дней.